# Limnophora natalensis
Limnophora natalensis är en tvåvingeart som beskrevs av Zielke 1971. Limnophora natalensis ingår i släktet Limnophora och familjen husflugor. Inga underarter finns listade i Catalogue of Life.